# Российский университет спорта «ГЦОЛИФК»
Росси́йский университе́т спо́рта «ГЦОЛИФК» (аббрев. РУС «ГЦОЛИФК») основан 29 мая 1918 года в Москве как Московский институт физической культуры.

## История
Идея создания учебного заведения возникла у жены Владимира Бонч-Бруевича, Веры Михайловны Бонч-Бруевич (Величкина) (1868—1918), которая после Октябрьской революции с 20 декабря 1917 года организовала и возглавила школьно-санитарный отдел Наркомпроса. Её предложение поддержал первый нарком просвещения Анатолий Луначарский. Он рекомендовал разместить институт в экспроприированном советской властью дворце графа Разумовского на Гороховской улице (ныне — улица Казакова).
29 мая 1918 года был открыт Московский институт физической культуры. В июне 1918 года открылись шестимесячные курсы по подготовке инструкторов физической культуры. 24 августа 1918 года в газете «Известия» было опубликовано объявление о первом наборе студентов в одногодичный институт физической культуры. В приёмную комиссию института поступило 317 заявлений, в том числе 117 от мужчин и 200 от женщин. На первый курс были зачислены 32 человека, в основном педагоги и врачи из различных губерний. Первые занятия в институте начались 1 октября 1918 года.
К лету 1918 года школьно-санитарный отдел Наркомпроса и институт перешли в ведение Наркомздрава. 29 августа 1919 года коллегия Наркомздрава приняла положение об институте физической культуры. Его первым ректором был утверждён специалист по школьной гигиене и физическому воспитанию доктор наук (1903), профессор (1918) Варнава Ефимович Игнатьев. В институте он руководил кафедрой школьной гигиены.
1 декабря 1920 года декретом Совнаркома РСФСР, подписанным В. И. Лениным, учреждён как высшее «учебное учреждение Народного комиссариата здравоохранения». Московский институт физической культуры получил статус Центрального института (ГЦИФК).
Первый учебный план предусматривал изучение динамической анатомии, физиологии, физиологической химии, гигиены, психологии, гимнастики, трудовых процессов, порядковых упражнений, шведской гимнастики, упражнений по Лесгафту, пластики, ритмики, фехтования, хорового пения, музыкальной культуры, выразительной речи, столярного и переплётного дела. В первое десятилетие работы института удельный вес медико-биологических предметов в учебном плане был выше, чем специальных спортивных дисциплин.
С 1921 года, по инициативе преподавателей института, организован спортивный клуб института. Спортсмены института участвовали в первенствах Москвы и СССР, совершали дальние лыжные переходы и велопробеги, занимались альпинизмом и парашютным спортом.
С 1925/26 учебного года институт перешёл на четырёхлетний срок обучения. Основное внимание в учебном плане уделялось подготовке инструкторов по физической культуре, специалистов по врачебному контролю и лечебной физической культуре.
В 1930 году институт из системы Наркомздрава перешёл в ведение Всесоюзного совета физической культуры (ВСФК), а с 1936 года — Всесоюзного комитета по делам физической культуры и спорта при Совете Народных Комиссаров СССР.
Введение в 1931 году комплекса ГТО и расширение массовой физкультурной и спортивной работы в стране обусловили необходимость пересмотра учебного плана. Был значительно расширен объём специальных спортивных дисциплин и увеличено время на самостоятельную теоретическую и спортивную работу студентов.
К 1931 году перед ВСФК остро встал вопрос нехватки кадров для внедрения физкультурного комплекса «Готов к труду и обороне». С этой задачей удалось справиться не сразу:

…мы имеем 24 учебных заведения, из них 4 института. …мы занялись Московским ин-том и нашли там безотрадную картину. Такой расхлябанности, такого отсутствия всякой работы, пожалуй, не найти ни в одном учебном заведении. …из последнего выпуска Московского института 25—30 чел. никуда не хотят ехать, а желают обязательно оставаться в Москве. Мы решили передать дело прокурору и устроить показательный суд.
— Из доклада товарища Антипова. Журнал №10 «Физкультура и спорт» от 10 апреля 1931 года
В 1932 году были организованы факультеты: педагогический, производственный (впоследствии спортивный) и военный. На педагогическом факультете учились будущие преподаватели школ, средних и высших учебных заведений. На спортивном факультете готовили педагогов-тренеров по отдельным видам спорта. Военный факультет готовил руководителей физической подготовки для военных учебных заведений, воинских частей армии и флота (в 1947 году военный факультет был реорганизован в Военный институт физической культуры и спорта и переведён в Ленинград, см. Военный институт физической культуры). Появились кафедры спортивных дисциплин и аспирантура. По дисциплинам учебного плана были утверждены стабильные программы. Началась работа по составлению и выпуску учебных пособий. Реорганизация учебной работы приблизила институт к запросам практики физкультурного движения. Студенты стали проходить педагогическую практику в школах, вузах, на заводах и фабриках.
В 1932/33 учебном году организована двухгодичная Высшая школа тренеров с отделениями по видам спорта, в которую принимали окончивших семилетнюю школу и которая выпускала тренеров со средним образованием. 11 сентября 1937 года состоялся первый выпуск — 223 тренера по 10 видам спорта. Среди первых выпускников — будущие заслуженные мастера спорта СССР Семён Бойченко, Виталий Ушаков, Элла Мицис, Леонид Митропольский, Александр Пугачёвский, Владимир Крылов, Григорий Кушин, Людмила Игнатьева, Алексей Куприянов, Анатолий Булычёв, Андрей Тимошин, Николай Баскаков, Василий Люляков.
19 августа 1935 года постановлением ЦИК СССР институту присвоено имя И. В. Сталина. Директор института С. М. Фрумин был награждён орденом Красной Звезды.
В 1937 году во время сталинских репрессий был арестован, а затем расстрелян директор института Семён Михайлович Фрумин. Реабилитирован посмертно.
С началом Великой Отечественной войны 457 преподавателей и студентов ушли в ряды РККА и партизанские отряды, в том числе 2 заместителя директора института — А. С. Чикин и Н. М. Корнеев, А. А. Мелихов, преподаватели Л. Г. Темурян, Г. Д. Пыльнов, М. М. Мещеряков, А. 3. Катулин, Н. А. Розанов, Д. И. Кузнецов, И. А. Цапко, С. Л. Гисин, Г. К. Устер, С. И. Спицын, А. А. Гидрат, студенты Б. Л. Галушкин, О. Н. Смирнов, Л. В. Кудаковский (окончил институт в мае 1941 года), Б. Е. Коваленко (окончил институт в 1941 году), Б. В. Беляев (окончил институт к 1941 году) и многие другие. Более 150 студентов и преподавателей ГЦОЛИФК были удостоены государственных наград. Восьмерым было присвоено звание Героя Советского Союза — Борису Беляеву, Борису Галушкину, Мирону Ефимову (выпускник 1936 года), Борису Коваленко, Льву Кудаковскому, Михаилу Мещерякову, Олегу Смирнову, Николаю Угрюмову (работал в институте в 1932—1936 гг.), в 1994 году звание Героя Российской Федерации было присвоено студентке института в 1937—1938 гг., погибшей в 1941 году, Вере Волошиной.
Многие инфизкультовцы погибли в боях: А. Гидрат, Л. Темурян, Г. Пыльнов, А. Алешин, В. Андросов, Б. Беляев, В. Виниченко, Б. Галушкин, И. Князев, Н. Корнеев, Л. Кудаковский, М. Лобов, К. Макаров, И. Пресняков, Н. Розанов, С. Спицын, Н. Суслов, И. Цапко и другие. Их имена увековечены на мемориальной доске в главном корпусе института.
К началу 1941/42 учебного года в институте оставалось только 240 студентов (в основном девушек) и 50 преподавателей. Во время Великой Отечественной войны работа института получила новое содержание и была подчинена задачам военного времени — оказанию всемерной помощи РККА в достижении победы над врагом. Факультеты были ликвидированы, а учебному плану и программам по всем дисциплинам был придан военно-прикладной характер, введены такие предметы, как военно-полевая гимнастика, военно-лыжная подготовка, рукопашный бой, преодоление препятствий, плавание и переправа вплавь, гранатометание, увеличился объём преподавания методики лечебной физкультуры и лечебного массажа. Наряду с основными науками большое внимание уделялось военно-физической подготовке студентов, а также подготовке медсестёр запаса и методистов лечебной физической культуры. Институтом было подготовлено 113 тысяч бойцов-лыжников и 5 тысяч инструкторов по лыжному спорту, десятки тысяч бойцов обучены рукопашному бою, преодолению препятствий, переправам вплавь и гранатометанию. Всего военно-физическую подготовку прошло около 340 тысяч человек. Более 100 студентов и преподавателей работали в госпиталях. Они оказывали лечебную помощь раненым солдатам и офицерам. Силами института было подготовлено свыше 160 квалифицированных специалистов лечебной физической культуры и лечебного массажа. Многие студенты являлись донорами и безвозмездно отдавали свою кровь для нужд армии.
В октябре 1941 года институт был эвакуирован в Свердловск, где к учёбе приступило всего 140 человек. Был объявлен дополнительный набор, и на первый курс зачислили 61 студента, а в следующем учебном году в институт приняли 200 человек. В 1943/44 учебном году был произведён самый большой в довоенной истории института набор — 700 человек, а в последний год войны институт был полностью укомплектован студентами.
В феврале 1943 года институт вернулся в Москву. 30 августа 1943 года военный факультет имени В. И. Ленина Государственного института физической культуры имени И. В. Сталина за выдающиеся успехи в подготовке кадров командиров-специалистов по физической подготовке РККА и непосредственное участие в боях за Родину награждён орденом Красного Знамени.
С 1945 года при институте возобновила работу школа тренеров с отделениями лёгкой атлетики, лыжного спорта, спортивных игр, гимнастики, плавания, мотоспорта и альпинизма. В школу тренеров принимали с образованием не ниже 10 классов и со спортивным разрядом не ниже второго, также в рамках школы были дополнительно открыты специальное и вечернее отделения. Сама школа была приравнена к учительским институтам. В конце 1947 года осуществлён первый приём в школу тренеров по отделению «футбол».
С 1946 года в институте вновь были организованы педагогический и спортивный факультеты. В последующие годы при институте были созданы: факультет заочного обучения и отделение повышения квалификации физкультурных кадров с высшим физкультурным образованием (1947), Школа высшего спортивного мастерства (1949) и отделение вечернего обучения (1959). Институту было предоставлено право приёма и защиты диссертаций на соискание учёной степени кандидата наук.
В 1954 году открыта школа тренеров по отделению «хоккей с шайбой». Специализацию преподавали А. Тарасов и П. Шелешнев.
В послевоенный период научно-исследовательская работа института полностью соответствовала указаниям о разработке проблем физического воспитания, массовой спортивной работы и спортивного мастерства. Особое внимание было обращено на исследование теории, методики и техники спорта. В связи с участием советских спортсменов в олимпийских играх, первенствах мира, Европы и других международных соревнованиях масштабы научных исследований по этим проблемам значительно расширились. Учёными института по результатам проведённых исследований были созданы и изданы труды, имеющие большое значение для теории и практики физической культуры и спорта, а также много учебников и учебных пособий для институтов и техникумов физической культуры.
В 1961 году был открыт музей института с обширной и разнообразной экспозицией, где отражена история института со дня его основания.
В 1967 году при ГЦОЛИФКе открыт факультет усовершенствования тренерских и преподавательских кадров. В 1968 году институт перешёл на новую форму подготовки специалистов. В соответствии с практическими нуждами физкультурного движения вместо спортивного и педагогического факультетов созданы факультеты: массовых видов спорта, спортивных единоборств, зимних и технических видов спорта, спортивных игр. Институт стал выпускать преподавателей-тренеров, высококвалифицированных специалистов по видам спорта.
В 1960-х годах для учебных занятия по проекту архитектора Б. М. Иофана достроили стадион в Измайлове, заложенный ещё в начале 1930-х годов как Центральный стадион СССР имени И. В. Сталина.
С 1968 по 1970 годы ГЦОЛИФК переезжал в новое здание на Сиреневом бульваре.
В 1976 году при институте открыта Высшая школа тренеров (ВШТ) для подготовки тренерских кадров высшей квалификации. В ВШТ обучались спортсмены, имеющие высшее образование и проявившие способности к тренерской работе.
В 1978 году создан педагогический факультет, в задачи которого входит подготовка преподавателей физического воспитания и преподавателей-организаторов широкого профиля. С 1980 года в составе института функционируют факультеты тренерский, педагогический, спортивный, заочного обучения, факультеты повышения квалификации и переподготовки кадров, ВШТ школы высшего спортивного мастерства, центральная лаборатория технических средств обучения, отделы редакционно-издательский и научно-технической информации, учебные лаборатории и методические кабинеты кафедр, проблемная лаборатория.

### Названия
- с 1918 года — Московский институт физической культуры.
- с 1920 года — Государственный центральный институт физической культуры (ГЦИФК).
- с 1934 года — Государственный центральный ордена Ленина институт физической культуры (ГЦОЛИФК).
- с 1937 года — Государственный центральный ордена Ленина институт физической культуры имени И. В. Сталина (ГЦОЛИФК им. И.В. Сталина).
- с 1961 года — Государственный центральный ордена Ленина институт физической культуры (ГЦОЛИФК).
- с 1993 года — Российская государственная академия физической культуры (РГАФК).
- с 2003 года — Российский государственный университет физической культуры, спорта и туризма (РГУФК)[1].
- с 2006 года — Российский государственный университет физической культуры, спорта и туризма (РГУФКСиТ).
- с 2011 года — Российский государственный университет физической культуры, спорта, молодёжи и туризма (ГЦОЛИФК). Чаще использовалось сокращённое название РГУФКСМиТ.
- с 2022 года — Российский университет спорта «ГЦОЛИФК».

## Руководство[12]
- 02.09.1919—1923 — Игнатьев, Варнава Ефимович
- 1923—1929 — Зикмунд, Альберт Антонович
- 1931—21.07.1937 — Фрумин, Семён Михайлович
- 21.07.1937—1938 — Н. И. Петров, и. о.
- 1938 — Кулагин
- 1939—1950 — Петухов, Иван Николаевич
- 1951—1954 — Никитин, Борис Митрофанович
- 1954—1959 — Кукушкин, Григорий Иванович
- 1959—1970 — Никифоров, Иван Исаевич
- 1971—1980 — Маслов, Валентин Иванович
- 1980—1986 — Меньшиков, Вадим Владимирович
- 1986—1993 — Игуменов, Виктор Михайлович
- 1993—2001 — Кузин, Валерий Владимирович
- 2001—2006 — Матыцин, Олег Васильевич
- 2006—2017 — Блеер, Александр Николаевич
- 2016—2022 — Михайлова, Тамара Викторовна
- 2022—2024 — Сейранов, Сергей Германович
- 2024 — и.о. ректора Павлов, Евгений Александрович

## Студенты
За время деятельности университета было подготовлено более 60 тысяч специалистов высшей квалификации, в том числе около 5 тысяч иностранных специалистов из 115 стран мира. Среди его студентов и выпускников 172 олимпийских чемпиона, чемпионы Европы и мира.

## Подразделения
В университет входят несколько институтов, Центральная Олимпийская академия, Музей истории спорта, издательство. Он включает в себя 43 кафедры, магистратуру, аспирантуру и докторантуру. Спортивные сооружения университета — 14 спортивных залов, легкоатлетический манеж, 3 тира, крытый каток, футбольный стадион, 10 теннисных кортов, плавательный бассейн, Универсальный спортивно-зрелищный комплекс (УСЗК), Академия спортивных и прикладных единоборств (АСПЕ).

### Филиалы
Университет имеет филиал в Иркутске.

## Критика

### Территория Черкизовского рынка
Из 72 гектаров, занимаемых Черкизовским рынком, 80 процентов территории принадлежит Российскому государственному университету физической культуры, спорта и туризма, что осложняло закрытие всей территории рынка. Также было возбуждено уголовное дело в отношении бывшего ректора РГУФК, подозреваемого в злоупотреблении полномочиями при сдаче в аренду земельного участка для Черкизовского рынка, по ч. 3 ст. 285 Уголовного кодекса РФ (злоупотребление должностными полномочиями). По мнению следствия, государству был причинен ущерб в размере 77,6 млн руб. В итоге, рынок полностью снесён, а на освобождённой территории будут построены спортивные объекты.

## Награды
- Орден Ленина (28 июля 1934 года)
- Почётная грамота Президиума Верховного Совета РСФСР (1 декабря 1970 года) за заслуги в подготовке физкультурных кадров и выдающихся спортсменов, разработке научных основ системы физического воспитания
- Международный диплом ЮНЕСКО за вклад в развитие физической культуры и спорта (1988)